# Feuerwehr in Südkorea

Logo National Fire Agency von Südkorea

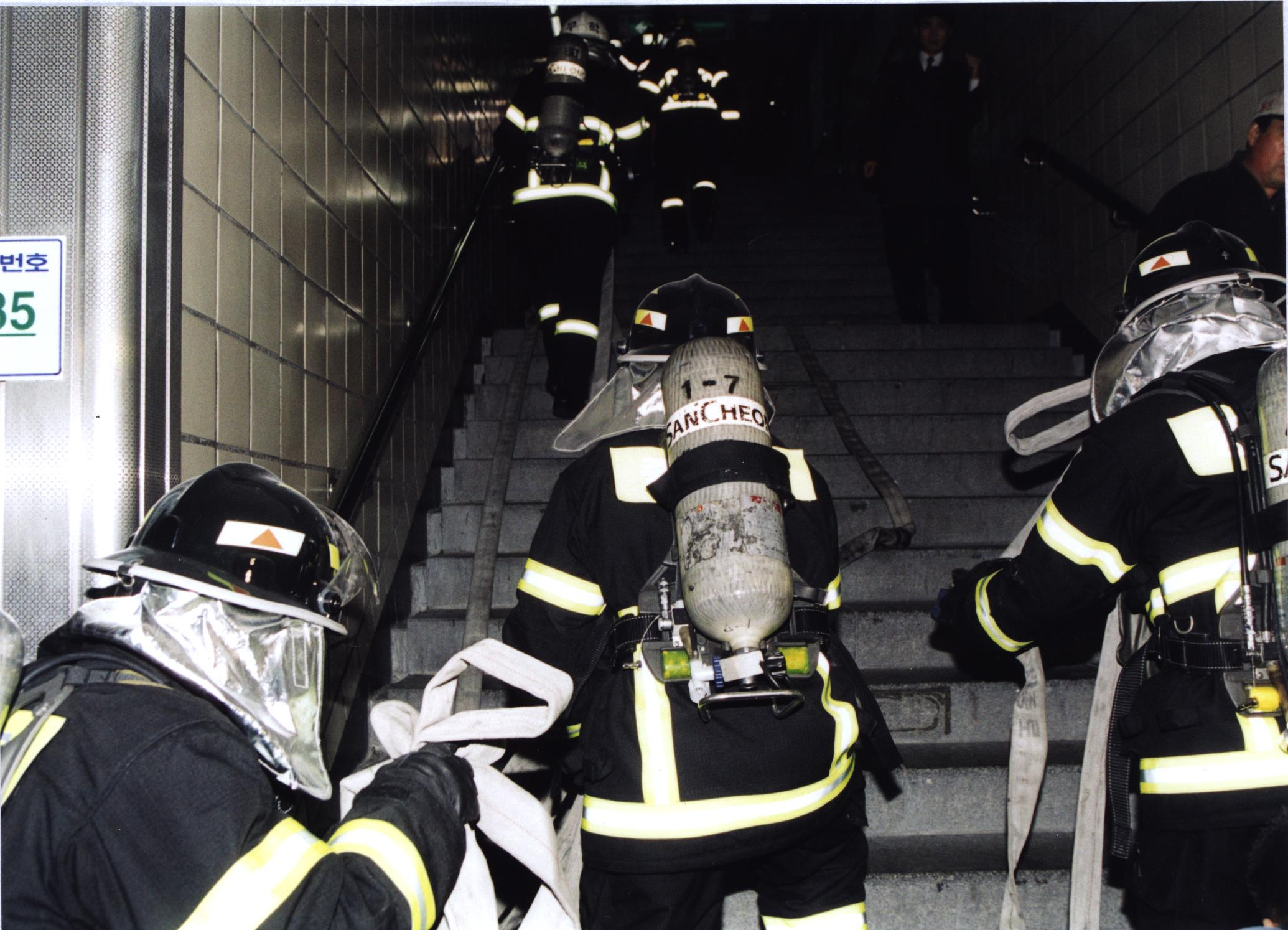
Feuerwehreinsatz unter Atemschutz in Seoul

Die Feuerwehr in Südkorea gehört zu den größten Feuerwehren in Asien. Die Brandbekämpfungsaktivitäten werden das Rahmengesetz über den Feuerwehrdienst, Rettungs- und Notfallaktivitäten durch das Gesetz 119 Rettungs- und Rettungsdienste geregelt. Für die nationale Feuerwehr ist das Ministerium für öffentliche Sicherheit zuständig, und für die örtliche Feuerwehr sind die Zentralen der Stadt- bzw. Kreisfeuerwehr zuständig.

## Allgemeines
In Südkorea bestehen 219 Feuerwehrhäuser und Feuerwachen, in denen 2144 Löschfahrzeuge und 460 Drehleitern bzw. Teleskopmaste für Feuerwehreinsätze bereitstehen. Insgesamt sind 152.036 Personen, davon 57.779 Berufsfeuerwehrleute und 94.257 freiwillige Feuerwehrleute, im Feuerwehrwesen tätig. Der Frauenanteil beträgt 21 %. In den Jugendfeuerwehren sind 26.550 Kinder und Jugendliche organisiert. Die südkoreanischen Feuerwehren wurden im Jahr 2019 zu 40.030 Bränden alarmiert. Hierbei wurden 284 Tote bei Bränden von den Feuerwehren geborgen und 2219 Verletzte gerettet.

## Feuerwehrverband
Der nationale Feuerwehrverband (National Fire Agency) repräsentiert die südkoreanischen Feuerwehren mit ihren über 150.000 Feuerwehrangehörigen im Weltfeuerwehrverband CTIF (Comité technique international de prévention et d’extinction du feu).